# 寺內站

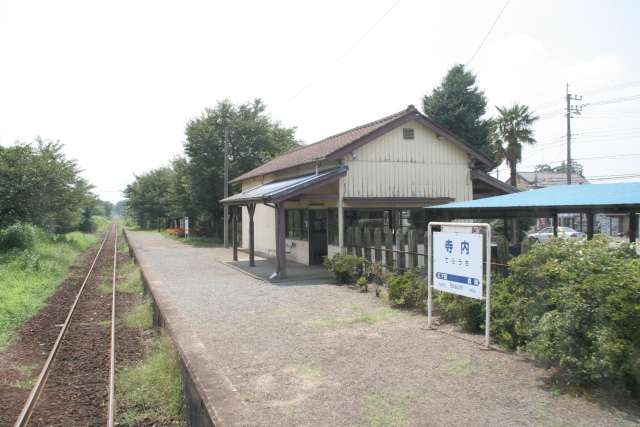
月台（2007年8月）

寺內站（日语：／ Terauchi eki */?）是位於栃木縣真岡市寺內830番4號，真岡鐵道的真岡線車站。此站為「SL真岡」停車站。當中該列車不載客下行列車6103列車會通過。

## 歷史
- 1912年（明治45年）4月1日 - 官設鐵道真岡輕便線（後來為真岡線）車站啟用[1]。
- 1958年（昭和33年）9月10日 - 成為業務委託車站[1]。
- 1963年（昭和38年）1月10日 - 結束貨物起卸業務[1]。
- 1970年（昭和45年）3月10日 - 成為簡易委託車站（商店）[1]。
- 1987年（昭和62年）4月1日 - 伴隨國鐵分割民營化，車站由東日本旅客鐵道（JR東日本）營運。
- 1988年（昭和63年）
  - 3月31日 - 成為無人車站。
  - 4月11日 - 真岡線由真岡鐵道接管，成為真岡鐵道線車站[1]。

## 車站構造
此站是地面車站，設有1面1線的單式月台。此站是無人車站。車站大樓是一個木造建築物。
在日本國有鐵道（國鐵）時代，車站大樓南邊一半位置是售票處，大樓內設有烤雞串店，車站委托該店售票。後來在烤雞串店結業後，開設了每周4天營業的拉麵店。

## 使用狀況
以下為近年乘車人次變化。
| 乘車人員變化 | 乘車人員變化 |
| 年度         | 1日平均人次  |
| ------------ | ------------ |
| 2007         | 31           |
| 2008         | 45           |
| 2009         | 34           |
| 2010         | 34           |
| 2011         | 33           |
| 2012         | 45           |
| 2013         | 52           |
| 2014         | 53           |
| 2015         | 44           |
| 2016         | 43           |
| 2017         | 41           |
| 2018         | 50           |

## 車站周邊
站前設有數間商店和站前廣場。
- 真岡第一工業團地
- 國道294號（日语：国道294号）
- 國道408號（日语：国道408号）

## 其他
在相棒 season8 第5集(背信之徒花)中，「間宮站」在此站取景。

## 相鄰車站
真岡鐵道
真岡線
久下田－寺內－真岡

## 注腳
1. 1 2 3 4 5 6 7 8 9  曾根悟（監修）. 朝日新聞出版分冊百科編集部（編集） , 编. . 週刊朝日百科. 21号 関東鉄道・真岡鐵道・首都圏新都市鉄道・流鉄. 朝日新聞出版. 2011-08-07: 15、18–19 （日语）.
2. ↑  真岡鐵道沿線ガイド （页面存档备份，存于）（日語） - 真岡ふらっと郷あるきvol.3 平成23年12月号，NPO法人いろは企画
3. ↑  真岡市統計書
4. ↑  ロケ実績　『相棒Session8』（第5話） （页面存档备份，存于） - 栃木県フィルムコミッション

## 外部連結
- 寺內站 （页面存档备份，存于）（日語） - 真岡鐵道官方網站